# Kendry Páez
Ray Kendry Páez Andrade (* 4. Mai 2007 in Guayaquil) ist ein ecuadorianischer Fußballspieler, der als Mittelfeldspieler für Independiente Del Valle und die ecuadorianische Nationalmannschaft spielt. Páez ist ein dribbelstarker offensiver Mittelfeldspieler und gilt als eines der größten Talente in Südamerika. Er wird im Juli 2025 zum FC Chelsea in die Premier League wechseln. 

## Karriere

### Verein
Páez begann seine Karriere im Alter von fünf Jahren in der Jugendakademie Academia Alfaro Moreno des Barcelona SC aus seiner Heimatstadt Guayaquil. Im Alter von acht Jahren hätte der Barcelona SC Páez verpflichten können, aber der Verein nahm ihn nicht unter Vertrag, da der Präsident keine hohe Geldsumme für einen so jungen Spieler aufwenden wollte. Danach spielte er für kurze Zeit für CS Emelec, bevor er zu CS Patria wechselte. Im Alter von 12 Jahren wechselte er 2018 zu Independiente del Valle. Seine Leistungen für die dortige Jugendmannschaft erregte laut Berichten das Interesse von Topklubs in Europa, darunter von Borussia Dortmund und Manchester United. Im Alter von 15 Jahren wurde er 2023 in die erste Mannschaft von Independiente befördert. Am 25. Februar 2023 krönte er sein mit Spannung erwartetes Profidebüt mit einem Tor, dem dritten Treffer beim 3:1-Sieg gegen Mushuc Runa in der ecuadorianischen Serie A. Damit wurde er der jüngste Debütant und jüngste Torschütze in der ersten ecuadorianischen Liga.
Am 5. Juni 2023 wurde bekannt gegeben, dass Páez nach seinem 18. Geburtstag im Sommer 2025 zum Premier-League-Klub FC Chelsea wechseln wird.

### Nationalmannschaft
Páez nahm 2023 mit Ecuadors U-17-Auswahl an der diesjährigen U-17-Südamerikameisterschaft teil. Páez wurde in den Kader Ecuadors für die U-20-Weltmeisterschaft 2023 in Argentinien berufen; er war der jüngste Spieler, der in den endgültigen Kader einer der teilnehmenden Nationen des Turniers aufgenommen wurde. Am 26. Mai erzielte Páez beim 9:0-Sieg Ecuadors gegen Fidschi ein Tor und war damit der jüngste Spieler, der bei einer U20-Weltmeisterschaft ein Tor erzielte.
Am 5. Juni 2023 wurde Páez zum ersten Mal in die A-Nationalmannschaft Ecuadors berufen. Am 12. September 2023 gab Páez dort sein Debüt. Beim 2:1-Sieg in der WM-Qualifikation gegen Uruguay stand er in der Startelf und lieferte die Vorlage zum Siegtreffer von Félix Torres. Damit war er der jüngste Spieler, der jemals für La Tri auflief, und nach Diego Maradona der zweitjüngste Südamerikaner, der jemals international gespielt hat. Am 12. Oktober erzielte er beim 2:1-Sieg gegen Bolivien sein erstes Tor für Ecuador und wurde damit im Alter von 16 Jahren und 161 Tagen zum jüngsten Torschützen in der CONMEBOL-WM-Qualifikation.